# Hyperviseur
Un hyperviseur est une plate-forme de virtualisation qui permet à plusieurs systèmes d’exploitation de fonctionner en parallèle dans une seule machine physique.

## Types d'hyperviseurs
Les hyperviseurs sont classés actuellement en deux catégories :

### Type 1: natif

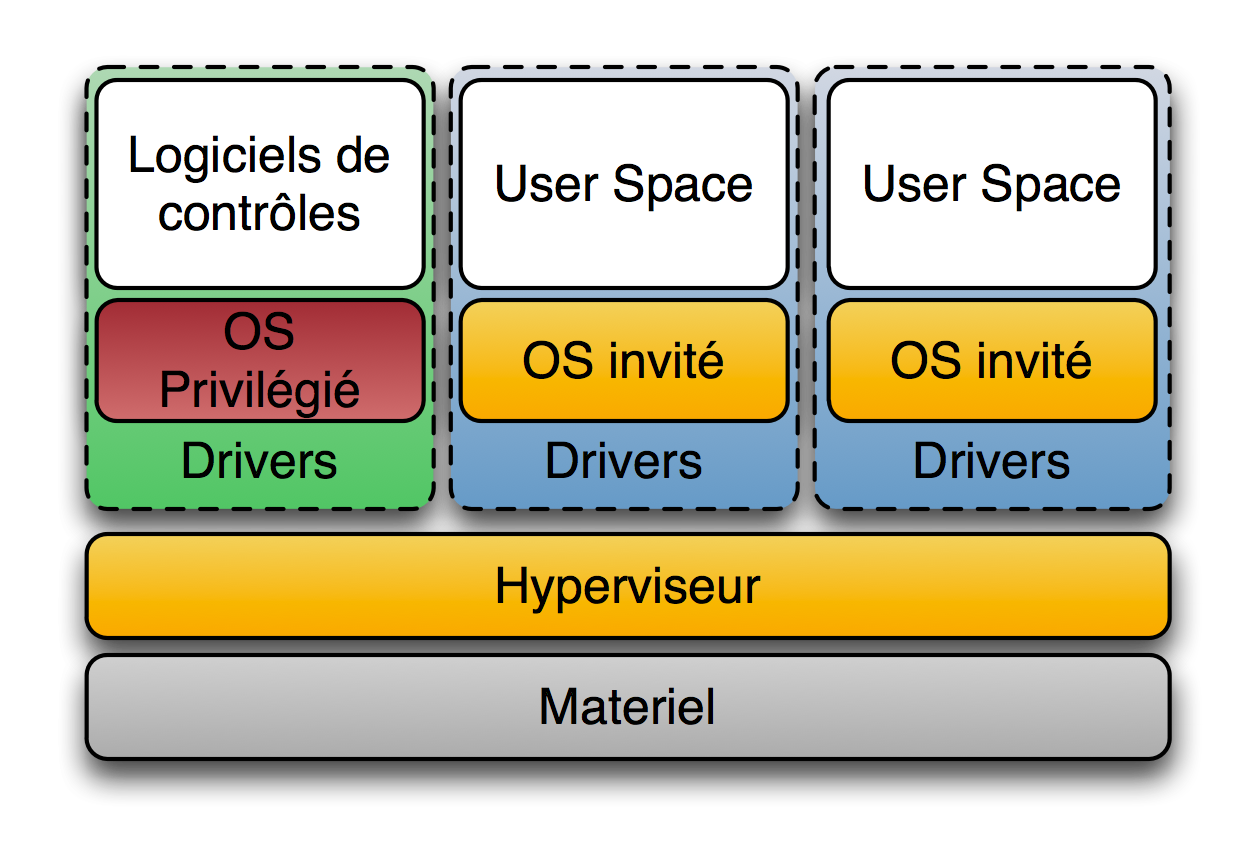
Hyperviseur de type 1, dit « natif ».

Un hyperviseur de Type 1,  natif, voire « bare metal » (littéralement « métal nu »), est un logiciel qui s'exécute directement sur une plateforme matérielle ; cette plateforme est alors considérée comme outil de contrôle du système d'exploitation. Un système d'exploitation secondaire peut, de ce fait, être exécuté au-dessus du matériel.
L'hyperviseur type 1 est un noyau hôte allégé et optimisé. Sur des processeurs ayant les instructions de virtualisation matérielle (AMD-V et Intel VT) l'hyperviseur n'a plus à émuler les anneaux de protection et le fonctionnement s'en trouve accéléré.
Un hyperviseur de type 1 classique est CP, développé par IBM dans les années 60 et ancêtre de z/VM. Des exemples d'hyperviseurs plus récents sont Xen, Oracle VM, Microsoft  Hyper-V, ESXI Server de VMware, l'hyperviseur LPAR de IBM (PR/SM), PolyXene de Bertin IT , l'hyperviseur Logical Domains de SUN (sorti en 2005)… Une légère variation consiste à intégrer l'hyperviseur dans le micrologiciel (firmware) de la plateforme. C'est ce qui a été fait dans le cas de l'hyperviseur Virtage d'Hitachi. Les machines virtuelles utilisant un noyau Linux KVM, qui transforment un noyau Linux complet en hyperviseur, sont également considérées comme hyperviseurs de type 1.

### Type 2: hosted

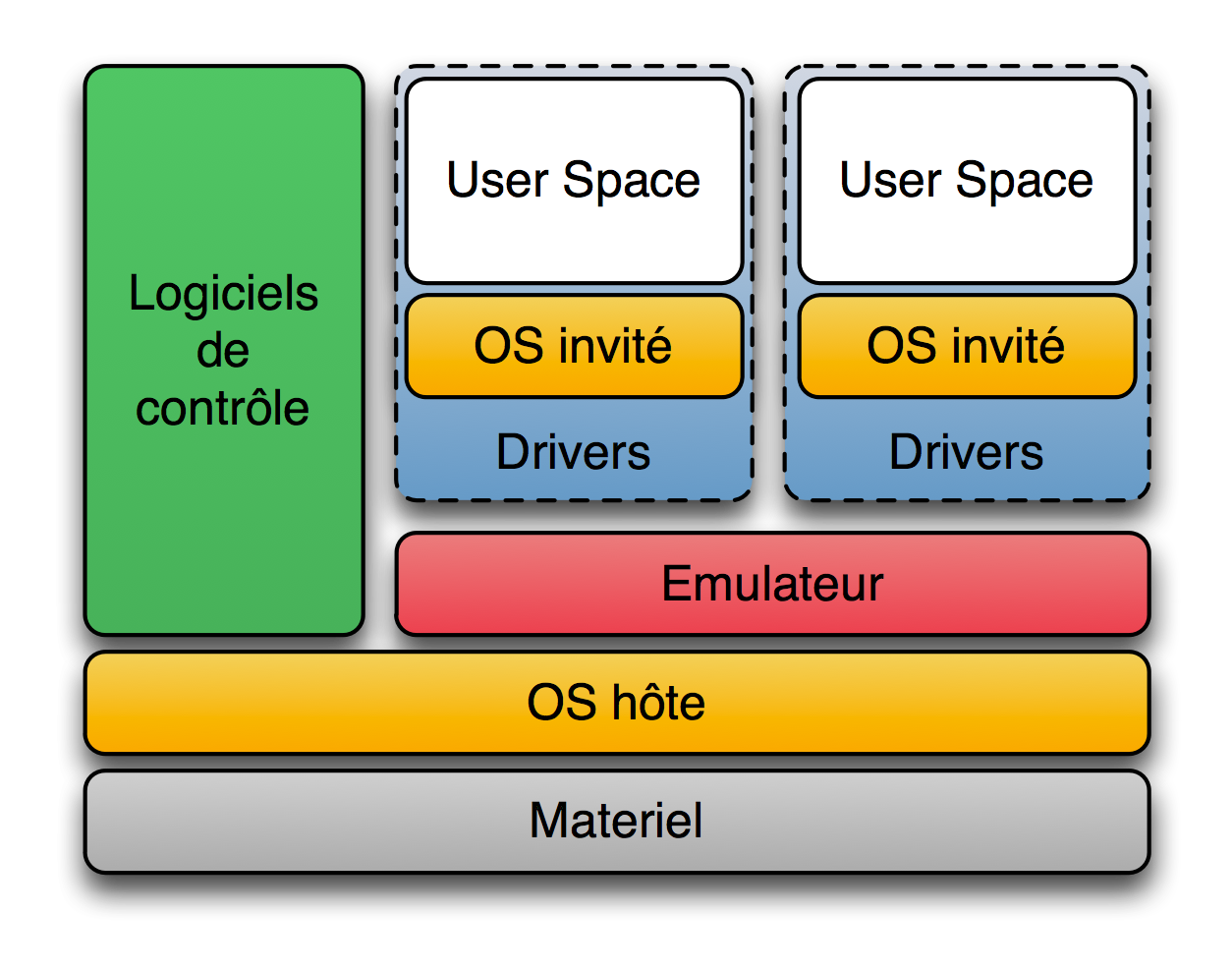
Hyperviseur de type 2.

Un hyperviseur de Type 2 est un logiciel qui s'exécute à l'intérieur d'un autre système d'exploitation. Un système d'exploitation invité s'exécutera donc en troisième niveau au-dessus du matériel. Les systèmes d'exploitation invités n'ayant pas conscience d'être virtualisés, ils n'ont pas besoin d'être adaptés. Quelques exemples de tels hyperviseurs sont VMware Workstation, VMware Fusion, l'hyperviseur open source QEMU, Virtual PC, Virtual Server, VirtualBox d'Oracle, de même que Parallels Workstation de SWsoft et Parallels Desktop.
Le terme hyperviseur prend sa source dans la réimplémentation par IBM de CP-67 pour le système d'exploitation System/370 sorti en 1972 sous le nom VM/370. Le terme appel hyperviseur ou hypervisor call, ou hypercall, fait référence à l'interface de paravirtualisation, par laquelle un système d'exploitation « invité » accède directement à des services à travers le logiciel de contrôle de niveau élevé (le terme superviseur fait référence au noyau du système d'exploitation qui sur les mainframes IBM s'exécute en mode Superviseur).

## voir aussi